# Контрольная палата
Контрольная палата — местное учреждение государственного контроля в Российской империи, занимавшееся документальной ревизией счетов всех государственных учреждений губернии. 
До 1864 года функция ревизии государственных доходов и расходов на уровне губерний первоначально была возложена  на особые отделения при казённых палатах. Ещё в 1836 году, при рассмотрении в Государственном Совете проекта организации Государственного контроля генерал-адъютант граф П. Д. Киселёв представил особое мнение, в котором указал необходимость образования в губерниях местных контрольных учреждений. В результате реформы системы государственного контроля, начавшейся в 1859 году, с 1866 года надзор за законностью и правильностью поступления государственных доходов и производства расходов в губерниях стал осуществляться контрольными палатами. Эти организации не относились к губернским учреждениям, — они являлись самостоятельными учреждениями, производящими окончательную ревизию отчетов в губерниях и подчинялись непосредственно Государственному контролёру и Совету государственного контроля. 
Контрольные палаты и их отделения производили ревизии по прошнурованным книгам и подлинным документам денежных оборотов губернских и уездных казначейств, касс специальных сборщиков и управлений, распоряжавшихся кредитами и производящими сбор государственных доходов. Палаты производили также ревизии наличности денежных средств и имущества согласно записям в книгах и по документам. На основании первичной документации и своих контрольных мероприятий контрольные палаты создали возможность составлять годовой отчёт Государственного контроля по исполнению бюджета.
В состав контрольной палаты, которые в зависимости от величины финансового оборота в губернии были разделены на восемь разрядов, кроме управляющего и его помощника входили ревизоры, помощники ревизоров и счётные чиновники — в среднем, численность контрольной палаты составляла 20-30 человек. Для решения важных дел собиралось Общее присутствие Контрольной палаты в составе управляющего, его помощника и старших ревизоров.
Декретом «Об образовании Народного Комиссариата Государственного контроля» (НКГК) от 5 декабря 1917 года были определены права Государственного контроля как Народного комиссариата и создана коллегия Госконтроля; в соответствии с декретами Совета Народных Комиссаров на местах стали создаваться учётно-контрольные коллегии. 